# Meryem del Marocco
Meryem del Marocco (in arabo الأميرة للا مريم‎?; Roma, 26 agosto 1962) è una principessa marocchina.

## Biografia

### Istruzione e matrimonio
È nata a Roma come primogenita del re Hasan II e di Latifa Amahzoune.
Studiò al Collège royal e all'Università Mohammed V di Rabat.
Il 15 settembre 1984 sposò a Fès Fuad Filali (1957), figlio dell'ex primo ministro Abdellatif Filali. La coppia divorziò nel 1999.

### Attività
Nel 1981 fu nominata presidente dei Lavori Sociali delle Forze armate marocchine, nelle quali le venne conferito il grado di colonnello maggiore nel 2003.
Da allora ha presieduto altre organizzazioni, tra cui l'Associazione marocchina per il supporto all'UNICEF, l'Osservatorio nazionale per i diritti dei bambini e la Fondazione Hasan II per i marocchini residenti all'estero.
Nel luglio 2001 fu nominata Ambasciatrice di buona volontà dell'UNESCO dal direttore generale Kōichirō Matsuura. L'11 dicembre 2003 divenne presidente dell'Unione nazionale delle donne marocchine, la seconda dopo la principessa Fatima Zohra.
Nel 2018 fu inaugurata sotto la sua presidenza la campagna African Cities Without Street 
Children del Network for Locally Elected Women of Africa, che ha l'obiettivo di ridurre il numero dei bambini di strada africani e di fornire aiuto a quelli isolati o bisognosi.

## Discendenza
Meryem del Marocco e Fuad Filali hanno una figlia e un figlio:
- Sharifa Lalla Soukaïna Filali (Rabat, 30 aprile 1986), sposò Mohammed El Mehdi Regragui l'11 ottobre 2013, da cui ha divorziato nel 2019. Hanno avuto due gemelli, un maschio e una femmina:[8][9]
  - Hassan Regragui (n. 27 settembre 2015)
  - Aya Regragui (n. 27 settembre 2015)
- Moulay Idris Filali (Rabat, 11 luglio 1988).

## Titoli e trattamento
- 26 agosto 1962 - attuale: Sua Altezza Reale, la principessa Lalla Meryem del Marocco

## Ascendenza
|                        |     |                              | Genitori            |  |  | Nonni |  |  | Bisnonni           |  |  | Trisnonni           |  |
|                        |     |                              |                     |  |  |       |  |  | Yusuf ben al-Hasan |  |  | Hasan I del Marocco |  |
|                        |     |                              |                     |  |  |       |  |  | Yusuf ben al-Hasan |  |  | Hasan I del Marocco |  |
|                        |     | Ruqiya al-Amrani             |                     |  |  |       |  |  | Yusuf ben al-Hasan |  |  |                     |  |
| Muhammad V del Marocco |     |                              |                     |  |  |       |  |  | Yusuf ben al-Hasan |  |  |                     |  |
|                        |     | Yaqut                        | ...                 |  |  |       |  |  |                    |  |  |                     |  |
|                        |     | Yaqut                        | ...                 |  |  |       |  |  |                    |  |  |                     |  |
|                        |     | Yaqut                        | ...                 |  |  |       |  |  |                    |  |  |                     |  |
| Hasan II del Marocco   |     | Yaqut                        |                     |  |  |       |  |  |                    |  |  |                     |  |
|                        |     | Mohammed al-Tahar bin Hassan | Hasan I del Marocco |  |  |       |  |  |                    |  |  |                     |  |
|                        |     | Mohammed al-Tahar bin Hassan | Hasan I del Marocco |  |  |       |  |  |                    |  |  |                     |  |
|                        |     | Mohammed al-Tahar bin Hassan | Ruqiya al-Amrani    |  |  |       |  |  |                    |  |  |                     |  |
| Abla bint Tahar        |     | Mohammed al-Tahar bin Hassan |                     |  |  |       |  |  |                    |  |  |                     |  |
|                        |     | ...                          | ...                 |  |  |       |  |  |                    |  |  |                     |  |
|                        |     | ...                          | ...                 |  |  |       |  |  |                    |  |  |                     |  |
|                        |     | ...                          | ...                 |  |  |       |  |  |                    |  |  |                     |  |
| Meryem del Marocco     |     | ...                          |                     |  |  |       |  |  |                    |  |  |                     |  |
|                        | ... | ...                          |                     |  |  |       |  |  |                    |  |  |                     |  |
|                        | ... | ...                          |                     |  |  |       |  |  |                    |  |  |                     |  |
|                        | ... | ...                          |                     |  |  |       |  |  |                    |  |  |                     |  |
| ...                    | ... |                              |                     |  |  |       |  |  |                    |  |  |                     |  |
|                        |     | ...                          | ...                 |  |  |       |  |  |                    |  |  |                     |  |
|                        |     | ...                          | ...                 |  |  |       |  |  |                    |  |  |                     |  |
|                        |     | ...                          | ...                 |  |  |       |  |  |                    |  |  |                     |  |
| Latifa Amahzoune       |     | ...                          |                     |  |  |       |  |  |                    |  |  |                     |  |
|                        |     | ...                          | ...                 |  |  |       |  |  |                    |  |  |                     |  |
|                        |     | ...                          | ...                 |  |  |       |  |  |                    |  |  |                     |  |
|                        |     | ...                          | ...                 |  |  |       |  |  |                    |  |  |                     |  |
| ...                    |     | ...                          |                     |  |  |       |  |  |                    |  |  |                     |  |
|                        |     | ...                          | ...                 |  |  |       |  |  |                    |  |  |                     |  |
|                        |     | ...                          | ...                 |  |  |       |  |  |                    |  |  |                     |  |
|                        |     | ...                          | ...                 |  |  |       |  |  |                    |  |  |                     |  |
|                        |     | ...                          |                     |  |  |       |  |  |                    |  |  |                     |  |